# Mesochorus asperifrons
Mesochorus asperifrons là một loài tò vò trong họ Ichneumonidae.